# Komonice zubatá
Komonice zubatá (Melilotus dentatus) je středně vysoká, žlutě kvetoucí, dvouletá, planě rostoucí rostlina vlhkých míst. V České republice je počítána mezi původní druhy rodu komonice a zároveň řazena mezi rostliny silně ohrožené (C2t) vyhynutím.

## Výskyt
Bylina je euroasijského původu, vyskytuje se od západních hranic Německa pře Střední Evropu, Balkán, Skandinávii a evropské Rusko až na Kavkaz, její značně nespojitý areál dále sahá na západní Sibiř, do Střední Asie, severní Číny a Mongolska. V České republice nebývala ani v minulosti hojná, nyní roste poměrně vzácně ve dvou nesouvisejících oblastech, jedna se nachází v severozápadních Čechách a druhá pokrývá jižní Moravu.

## Ekologie
Často vyrůstá na vlhkých nebo střídavě vlhkých stanovištích, která jsou různě zasolená. Vyskytuje se na pastvinách i sečených loukách, v rákosinách, příkopech podél cest i v přímé blízkosti lidských obydlí. Roste na živinami bohatých jílovitých půdách s neutrální až zásaditou reakcí, které sice bývají podmáčené až přeplavované, ale v suchém létě obvykle vysychají. Kvete od června do září, plody dozrávají od července do října. Ploidie druhu je 2n = 16.

## Popis
Na počátku druhého roku vyrůstá z přízemní růžice listů přímá, pevná, rýhovaná, odspodu větvená lodyha 20 až 60 cm dlouhá. Rostlina má kůlovitý, dlouhý a poměrně hrubý kořen s mnoha vlásečnicovými kořínky porostlými výrůstky s hlízkami se symbiotickými bakteriemi jímající vzdušný dusík a obohacující jím půdu. Lodyha je porostla trojčetnými, řapíkatými listy. Jejich lístky jsou krátce řapíkaté, střední má řapík delší, čepele jsou podlouhle kopinaté, 25 až 50 mm dlouhé a 4 až 8 mm široké, světle zelené a lysé, mají 7 až 14 párů postranních žilek a po obvodě jsou ostře pilovitě zubaté (až 55 párů zubů). Zelené palisty jsou kopinaté, ostře zakončené, asi 10 mm dlouhé a zoubkované.
Květenství je hustý, 2 až 5 cm dlouhý hrozen vyrůstající z paždí listů, po odkvětu se prodlužuje. Je tvořen 15 až 50 světle žlutými květy 3 až 5 mm velkými, které slabě voní, mají krátké stopky a jsou převislé. Kalich je široce zvonkovitý, zelený, 1,5 mm dlouhý a má špičaté cípy delší než trubku. Světle žlutá koruna je velká 4 mm a má obvejčitou pavézu mírně vykrojenou a člunek stejně dlouhý jako křídla. Elipsovitý semeník obsahuje dvě vajíčka. Rostliny jsou cizosprašné, opylovány jsou hmyzem lákaným na nektar.
Plod je tmavohnědý, lysý, elipsovitý lusk 4 mm dlouhý a 3 mm široký. Obsahuje jedno až dvě hladká semena srdčitého tvaru, asi 2 mm velká, která jsou zbarvená žlutozeleně až hnědě.

## Význam
Komonice zubatá se v oblastech se zasolenými půdami někdy vysévá jako krmivo pro dobytek, který ji rád spásá. Je dobrou medonosnou rostlinou.

## Poznámka
Rostlina byla ve stejném roce (1807) nezávisle na sobě vědecky popsána pod různými jmény. Jednak ji botanik Christiaan Hendrik Persoon pojmenoval Melilotus macrorrhizus a současně český botanik Franz de Paula Adam hrabě Waldstein společně s maďarským botanikem Pálem Kitabelem ji dali jméno Melilotus dentatus. V literatuře se objevují obě jména.